# UCI World Tour 2011
Navigation
Édition précédente Édition suivante
L'UCI World Tour 2011 est la première édition de l'UCI World Tour, le successeur du calendrier mondial et du ProTour. Toutes les épreuves du calendrier mondial de 2010 sont inclus dans cette nouvelle compétition.
Les 18 équipes qui ont une licence ProTour ont le droit, mais aussi le devoir de participer à toutes les courses de ce calendrier. Les équipes continentales professionnelles souhaitant y participer doivent obtenir une invitation. Les équipes amateures ne peuvent pas y participer.

## Règlement
Le calendrier, qui a été  dévoilé le 10 novembre 2010 par l'UCI, compte un seul changement avec l'arrivée d'une nouvelle compétition, le Tour de Pékin.
Au niveau de l'attribution des points, seuls les coureurs membre d'une équipe avec le label ProTour peuvent marquer des points. Le nouveau classement est publié le lundi suivant chaque épreuve UCI World Tour.
Le barème des points est différent selon les épreuves. Le vainqueur du Tour de France remporte 200 points. Le Tour d'Italie et le Tour d'Espagne constituent une deuxième catégorie et attribuent 170 au vainqueur. Une troisième catégorie d'épreuves attribue 100 points au vainqueur : Tour Down Under, Paris-Nice, Tirreno-Adriatico, Milan-San Remo, Tour de Catalogne, Tour des Flandres, Tour du Pays basque, Paris-Roubaix, Liège-Bastogne-Liège, Tour de Romandie, Critérium du Dauphiné, Tour de Suisse, Tour de Pologne, Eneco Tour, Tour de Pékin, Tour de Lombardie. Le vainqueur des épreuves restantes suivantes remporte 80 points : Gand-Wevelgem, Amstel Gold Race, Flèche wallonne, Classique de Saint-Sébastien, Vattenfall Cyclassics, GP Ouest-France de Plouay, Grand Prix cycliste de Québec, Grand Prix cycliste de Montréal.
| Classement général  | 1er | 2e  | 3e  | 4e  | 5e  | 6e | 7e | 8e | 9e | 10e | 11e | 12e | 13e | 14e | 15e | 16e | 17e | 18e | 19e | 20e |
| ------------------- | --- | --- | --- | --- | --- | -- | -- | -- | -- | --- | --- | --- | --- | --- | --- | --- | --- | --- | --- | --- |
| Épreuve catégorie 1 | 200 | 150 | 120 | 110 | 100 | 90 | 80 | 70 | 60 | 50  | 40  | 30  | 24  | 20  | 16  | 12  | 10  | 8   | 6   | 4   |
| Épreuve catégorie 2 | 170 | 130 | 100 | 90  | 80  | 70 | 60 | 52 | 44 | 38  | 32  | 26  | 22  | 18  | 14  | 10  | 8   | 6   | 4   | 2   |
| Épreuve catégorie 3 | 100 | 80  | 70  | 60  | 50  | 40 | 30 | 20 | 10 | 4   | –   | –   | –   | –   | –   | –   | –   | –   | –   | –   |
| Épreuve catégorie 4 | 80  | 60  | 50  | 40  | 30  | 22 | 14 | 10 | 6  | 2   | –   | –   | –   | –   | –   | –   | –   | –   | –   | –   |

| Classement d'étape  | 1er | 2e | 3e | 4e | 5e |
| ------------------- | --- | -- | -- | -- | -- |
| Épreuve catégorie 1 | 20  | 10 | 6  | 4  | 2  |
| Épreuve catégorie 2 | 16  | 8  | 4  | 2  | 1  |
| Épreuve catégorie 3 | 6   | 4  | 2  | 1  | 1  |

Outre un classement individuel, l'UCI World Tour 2011 comporte un classement par équipes et un classement par pays. Le classement par équipes est établi sur la base des points des cinq meilleurs coureurs de chaque équipe au classement individuel. Le classement par nation est obtenu en additionnant les points obtenus par les cinq premiers coureurs de chaque nation au classement individuel. En cas d'égalité, les équipes ou les nations sont départagées par la place de leur meilleur coureur au classement individuel.

## Équipes
Ce sont 18 équipes ProTour qui prennent part à l'UCI World Tour 2011. Parmi celles-ci, quatre équipes sont américaines et deux originaires respectivement de Belgique, Espagne, Italie et Pays-Bas.
Les équipes participantes sont pour cette édition :
| UCI ProTeams en 2011 | UCI ProTeams en 2011 | UCI ProTeams en 2011 |
| Nom de l'équipe      | Pays                 | Code                 |
| -------------------- | -------------------- | -------------------- |
| AG2R La Mondiale     | France               | ALM                  |
| Astana               | Kazakhstan           | AST                  |
| BMC Racing           | États-Unis           | BMC                  |
| Euskaltel-Euskadi    | Espagne              | EUS                  |
| Garmin-Cervélo       | États-Unis           | GRM                  |
| HTC-Highroad         | États-Unis           | THR                  |
| Katusha              | Russie               | KAT                  |
| Lampre-ISD           | Italie               | LAM                  |
| Leopard-Trek         | Luxembourg           | LEO                  |
| Liquigas-Cannondale  | Italie               | LIQ                  |
| Movistar             | Espagne              | MOV                  |
| Omega Pharma-Lotto   | Belgique             | OLO                  |
| Quick Step           | Belgique             | QST                  |
| Rabobank             | Pays-Bas             | RAB                  |
| RadioShack           | États-Unis           | RSH                  |
| Saxo Bank-Sungard    | Danemark             | SBS                  |
| Sky                  | Royaume-Uni          | SKY                  |
| Vacansoleil-DCM      | Pays-Bas             | VCD                  |

## Calendrier et résultats
| No | Date              | Épreuve                         | Pays              | C. | Vainqueur                         | Classement individuel | Classement par équipes | Classement par pays |
| -- | ----------------- | ------------------------------- | ----------------- | -- | --------------------------------- | --------------------- | ---------------------- | ------------------- |
| 1  | 18-23 janvier     | Tour Down Under                 | Australie         | 3  | Cameron Meyer                     | Cameron Meyer         | Rabobank               | Australie           |
| 2  | 6-13 mars         | Paris-Nice                      | France            | 3  | Tony Martin                       | Tony Martin           | HTC-Highroad           | Australie           |
| 3  | 9-15 mars         | Tirreno-Adriatico               | Italie            | 3  | Cadel Evans                       | Tony Martin           | HTC-Highroad           | Australie           |
| 4  | 19 mars           | Milan-San Remo                  | Italie            | 3  | Matthew Goss                      | Matthew Goss          | HTC-Highroad           | Australie           |
| 5  | 21-27 mars        | Tour de Catalogne               | Espagne           | 3  | Alberto Contador Michele Scarponi | Matthew Goss          | HTC-Highroad           | Australie           |
| 6  | 27 mars           | Gand-Wevelgem                   | Belgique          | 4  | Tom Boonen                        | Matthew Goss          | HTC-Highroad           | Australie           |
| 7  | 3 avril           | Tour des Flandres               | Belgique          | 3  | Nick Nuyens                       | Matthew Goss          | HTC-Highroad           | Australie           |
| 8  | 4-9 avril         | Tour du Pays basque             | Espagne           | 3  | Andreas Klöden                    | Matthew Goss          | RadioShack             | Australie           |
| 9  | 10 avril          | Paris-Roubaix                   | France            | 3  | Johan Vansummeren                 | Fabian Cancellara     | RadioShack             | Italie              |
| 10 | 17 avril          | Amstel Gold Race                | Pays-Bas          | 4  | Philippe Gilbert                  | Fabian Cancellara     | RadioShack             | Belgique            |
| 11 | 20 avril          | Flèche wallonne                 | Belgique          | 4  | Philippe Gilbert                  | Philippe Gilbert      | RadioShack             | Belgique            |
| 12 | 24 avril          | Liège-Bastogne-Liège            | Belgique          | 3  | Philippe Gilbert                  | Philippe Gilbert      | Leopard-Trek           | Belgique            |
| 13 | 26 avril-1er mai  | Tour de Romandie                | Suisse            | 3  | Cadel Evans                       | Philippe Gilbert      | HTC-Highroad           | Belgique            |
| 14 | 7-29 mai          | Tour d'Italie                   | Italie            | 2  | Alberto Contador Michele Scarponi | Philippe Gilbert      | HTC-Highroad           |                     |
| 15 | 5-12 juin         | Critérium du Dauphiné           | France            | 3  | Bradley Wiggins                   | Philippe Gilbert      | HTC-Highroad           |                     |
| 16 | 11-19 juin        | Tour de Suisse                  | Suisse            | 3  | Levi Leipheimer                   | Philippe Gilbert      | HTC-Highroad           |                     |
| 17 | 2-24 juillet      | Tour de France                  | France            | 1  | Cadel Evans                       | Cadel Evans           | Leopard-Trek           |                     |
| 18 | 30 juillet        | Classique de Saint-Sébastien    | Espagne           | 4  | Philippe Gilbert                  | Cadel Evans           | Leopard-Trek           |                     |
| 19 | 31 juillet-6 août | Tour de Pologne                 | Pologne           | 3  | Peter Sagan                       | Cadel Evans           | Leopard-Trek           |                     |
| 20 | 8-14 août         | Eneco Tour                      | Pays-Bas Belgique | 3  | Edvald Boasson Hagen              | Cadel Evans           | Leopard-Trek           |                     |
| 22 | 21 août           | Vattenfall Cyclassics           | Allemagne         | 4  | Edvald Boasson Hagen              | Cadel Evans           | Leopard-Trek           |                     |
| 23 | 28 août           | GP Ouest-France de Plouay       | France            | 4  | Grega Bole                        | Cadel Evans           | Leopard-Trek           |                     |
| 24 | 9 septembre       | Grand Prix cycliste de Québec   | Canada            | 4  | Philippe Gilbert                  | Philippe Gilbert      | Leopard-Trek           |                     |
| 21 | 20 août-11 sept.  | Tour d'Espagne                  | Espagne           | 2  | Juan José Cobo Christopher Froome | Philippe Gilbert      | Leopard-Trek           |                     |
| 25 | 11 septembre      | Grand Prix cycliste de Montréal | Canada            | 4  | Rui Costa                         | Philippe Gilbert      | Omega Pharma-Lotto     |                     |
| 26 | 5-9 octobre       | Tour de Pékin                   | Chine             | 3  | Tony Martin                       | Philippe Gilbert      | Omega Pharma-Lotto     |                     |
| 27 | 15 octobre        | Tour de Lombardie               | Italie            | 3  | Oliver Zaugg                      | Philippe Gilbert      | Omega Pharma-Lotto     |                     |

Légende : C. = Catégorie de l'épreuve selon le barème des points

## Classements
Contrairement aux années précédentes, seuls les coureurs membres d'une équipe ProTour peuvent marquer des points pour le classement mondial.
En février 2012, Alberto Contador qui avait initialement terminé à la troisième place du général, a vu ses résultats a posteriori enlevés. Ses points ont été réaffectés. L'Espagne était leader du classement par pays avant cette réaffectation.

### Classement individuel
Les coureurs avec le même nombre de points sont classés par nombre de victoires, puis par nombre de deuxièmes places, et ainsi de suite, obtenues lors des courses du World Tour (étapes comprises).
| Rang | Nom                  | Pays        | Équipe              | Points |
| ---- | -------------------- | ----------- | ------------------- | ------ |
| 1    | Philippe Gilbert     | Belgique    | Omega Pharma-Lotto  | 718    |
| 2    | Cadel Evans          | Australie   | BMC Racing          | 584    |
| 3    | Alberto Contador     | Espagne     | Saxo Bank-Sungard   | 471    |
| 3    | Joaquim Rodríguez    | Espagne     | Katusha             | 446    |
| 4    | Michele Scarponi     | Italie      | Lampre-ISD          | 419    |
| 5    | Tony Martin          | Allemagne   | HTC-Highroad        | 349    |
| 6    | Samuel Sánchez       | Espagne     | Euskaltel-Euskadi   | 317    |
| 7    | Vincenzo Nibali      | Italie      | Liquigas-Cannondale | 310    |
| 8    | Daniel Martin        | Irlande     | Garmin-Cervélo      | 296    |
| 9    | Bradley Wiggins      | Royaume-Uni | Sky                 | 289    |
| 10   | Fränk Schleck        | Luxembourg  | Leopard-Trek        | 284    |
| 11   | Edvald Boasson Hagen | Norvège     | Sky                 | 260    |
| 12   | Fabian Cancellara    | Suisse      | Leopard-Trek        | 252    |
| 13   | Andy Schleck         | Luxembourg  | Leopard-Trek        | 252    |
| 14   | Ivan Basso           | Italie      | Liquigas-Cannondale | 250    |
| 15   | Christopher Froome   | Royaume-Uni | Sky                 | 230    |
| 16   | Alexandre Vinokourov | Kazakhstan  | Astana              | 230    |
| 17   | Robert Gesink        | Pays-Bas    | Rabobank            | 222    |
| 18   | Matthew Goss         | Australie   | HTC-Highroad        | 217    |
| 19   | Damiano Cunego       | Italie      | Lampre-ISD          | 213    |
| 20   | Andreas Klöden       | Allemagne   | RadioShack          | 207    |

- 230 coureurs ont marqué au moins un point.

### Classement par équipes
Ce classement est obtenu en additionnant les points des 5 premiers coureurs de chaque équipe au classement individuel.
| Rang | Équipe              | Points | 5 meilleurs coureurs                                                                    |
| ---- | ------------------- | ------ | --------------------------------------------------------------------------------------- |
| 1    | Omega Pharma-Lotto  | 1101   | Gilbert (718), Greipel (132), Van den Broeck (125), Roelandts (66), Vanendert (60)      |
| 2    | Sky                 | 1069   | Wiggins (289), Boasson Hagen (260), Froome (230), Urán (179), Gerrans (111)             |
| 3    | Leopard-Trek        | 1024   | F Schleck (284), A Schleck (252), Cancellara (252), Fuglsang (136), Zaugg (100)         |
| 4    | HTC-Highroad        | 892    | Martin (349), Goss (217), Cavendish (152), Pinotti (110), Siutsou (64)                  |
| 5    | BMC Racing          | 887    | Evans (584), Ballan (100), Van Avermaet (90), Phinney (71), Frank (42)                  |
| 6    | Lampre-ISD          | 856    | Scarponi (419), Cunego (213), Bole (91), Petacchi (81), Niemiec (52)                    |
| 7    | Liquigas-Cannondale | 837    | Nibali (310), Basso (250), P. Sagan (198), Ponzi (54), Capecchi (25)                    |
| 8    | Garmin-Cervélo      | 818    | Martin (296), Millar (185), Hushovd (123), Farrar (108), Meyer (106)                    |
| 9    | Rabobank            | 687    | Gesink (222), Mollema (190), Kruijswijk (128), Matthews (74), Ten Dam (73)              |
| 10   | RadioShack          | 649    | Klöden (207), Leipheimer (158), Horner (153), Brajkovič (71), Rast (60)                 |
| 11   | Katusha             | 632    | Rodríguez (446), Moreno (80), Pozzato (50), Kolobnev (30), Brutt (26)                   |
| 12   | Euskaltel-Euskadi   | 489    | Sánchez (317), Nieve (92), Antón (72), Castroviejo (6), Pérez (2)                       |
| 13   | Movistar            | 484    | Intxausti (118), Costa (101), Tondo (100), Rojas (95), Ventoso (70)                     |
| 14   | Astana              | 434    | Vinokourov (230), Kreuziger (145), Tiralongo (23), Grivko (20), Clarke (16)             |
| 15   | AG2R La Mondiale    | 398    | Péraud (161), Gadret (126), Nocentini (46), Dupont (34), Mondory (31)                   |
| 16   | Quick Step          | 383    | Boonen (140), Chavanel (90), Ciolek (67), Devenyns (50), Cataldo (36)                   |
| 17   | Vacansoleil-DCM     | 369    | Marcato (102), Poels (94), Leukemans (76), Božič (57), Van Leijen (40)                  |
| 18   | Saxo Bank-Sungard   | 228    | Contador (471), Nuyens (101), C. Sørensen (80), J. J. Haedo (34), Porte (10), Cooke (3) |

### Classement par pays
On additionne les points des 5 premiers coureurs de chaque pays au classement individuel. Les 10 premiers pays au 15 août 2011 peuvent aligner 9 coureurs lors des championnats du monde 2011. « Une nation ayant moins de 9 coureurs classés au classement UCI WorldTour individuel partira avec le nombre de coureurs qu’elle a de classé. Une nation ayant moins de 6 coureurs classés au classement UCI WorldTour partira néanmoins avec 6 coureurs ».
À l'issue de la fin d'année 2011, les 10 meilleures nations au classement UCI World Tour 2011 se voient attribuer 5 places pour l'épreuve en ligne des JO de Londres 2012. Les nations classées de la 11e à la 15e obtiennent 4 places. De plus chaque nation classée dans les 15 premières gagne une place pour l'épreuve chronométrée des JO. Cependant, d'autres moyens tels que les classements continentaux et les championnats du monde 2011 fournissent aussi des places pour les deux épreuves olympiques.
| Rang | Pays            | Points | 5 meilleurs coureurs                                                                     |
| ---- | --------------- | ------ | ---------------------------------------------------------------------------------------- |
| 1    | Italie          | 1302   | Scarponi (419), Nibali (310), Basso (250), Cunego (213), Pinotti (110)                   |
| 2    | Belgique        | 1184   | Gilbert (718), Boonen (140), Van den Broeck (125), Nuyens (101), Vansummeren (100)       |
| 3    | Australie       | 1092   | Evans (584), Goss (217), Gerrans (111), Meyer (106), Matthews (74)                       |
| 4    | Espagne         | 1076   | Contador (471), Rodríguez (446), Sánchez (317), Intxausti (118), Tondo (100), Rojas (95) |
| 5    | Grande-Bretagne | 947    | Wiggins (289), Froome (230), Millar (185), Cavendish (152), Swift (91)                   |
| 6    | Allemagne       | 798    | Martin (349), Klöden (207), Greipel (132), Ciolek (67), Wegmann (43)                     |
| 7    | Pays-Bas        | 707    | Gesink (222), Mollema (190), Kruijswijk (128), Poels (94), Ten Dam (73)                  |
| 8    | États-Unis      | 571    | Leipheimer (158), Horner (153), Farrar (108), Danielson (81), Phinney (71)               |
| 9    | Luxembourg      | 536    | F Schleck (284), A Schleck (252)                                                         |
| 10   | Suisse          | 470    | Cancellara (252), Zaugg (100), Rast (60), Frank (42), Albasini (16)                      |
| 11   | France          | 442    | Péraud (161), Gadret (126), Chavanel (90), Dupont (34), Mondory (31)                     |
| 12   | Norvège         | 390    | Boasson Hagen (260), Hushovd (123), Kristoff (7)                                         |
| 13   | Irlande         | 319    | Martin (296), Roche (19), Deignan (4)                                                    |
| 14   | Danemark        | 285    | Fuglsang (136), Sørensen (80), Bak (54), Rasmussen (13), Jørgensen (2)                   |
| 15   | Kazakhstan      | 234    | Vinokourov (230), Renev (4)                                                              |
| 18   | Slovénie        | 219    | Bole (91), Brajkovič (71), Božič (57)                                                    |
| 17   | Slovaquie       | 214    | P. Sagan (198), P. Velits (16)                                                           |
| 18   | Colombie        | 185    | Urán (179), Soler (6)                                                                    |
| 19   | Portugal        | 165    | Costa (101), Machado (35), Cardoso (27), Paulinho (1), Oliveira (1)                      |
| 20   | Tchéquie        | 146    | Kreuziger (145), Raboň (1)                                                               |

- 35 pays sont classés.

## Victoires sur le World Tour
Ci-dessous les 10 coureurs, les 10 équipes et les 10 pays les plus prolifiques en termes de victoires sur l'édition 2011 du World Tour.
|     | Coureur              | Vict. |
| 1.  | Philippe Gilbert     | 8     |
|     | Tony Martin          | 8     |
|     | Peter Sagan          | 8     |
| 4.  | Mark Cavendish       | 7     |
| 5.  | Cadel Evans          | 5     |
|     | Edvald Boasson Hagen | 5     |
|     | Joaquim Rodríguez    | 5     |
|     | Marcel Kittel        | 5     |
| 9.  | Michele Scarponi     | 4     |
| 10. | Matthew Goss         | 3     |
|     | Ben Swift            | 3     |
|     | Fabian Cancellara    | 3     |
|     | Thor Hushovd         | 3     |
|     | André Greipel        | 3     |

|     | Équipe              | Vict. |
| 1.  | HTC-Highroad        | 23    |
| 2.  | Omega Pharma-Lotto  | 14    |
|     | Garmin-Cervélo      | 14    |
| 4.  | Sky                 | 13    |
| 5.  | Lampre-ISD          | 12    |
| 6.  | Liquigas-Cannondale | 11    |
|     | Movistar            | 9     |
|     | Katusha             | 8     |
| 9.  | Leopard-Trek        | 7     |
| 10. | BMC Racing          | 6     |
|     | Euskaltel-Euskadi   | 6     |
|     | Rabobank            | 6     |

| Pos. | Pays        | Vict. |
| 1.   | Allemagne   | 20    |
| 2.   | Espagne     | 18    |
| 3.   | Italie      | 17    |
| 4.   | Belgique    | 16    |
| 5.   | Royaume-Uni | 14    |
| 5.   | Australie   | 13    |
| 7.   | France      | 9     |
| 8.   | Norvège     | 8     |
|      | Slovaquie   | 8     |
| 10.  | États-Unis  | 5     |
|      | Suisse      | 5     |